# Mai 1809
Cette page présente les faits marquants du mois de mai 1809.

## Événements

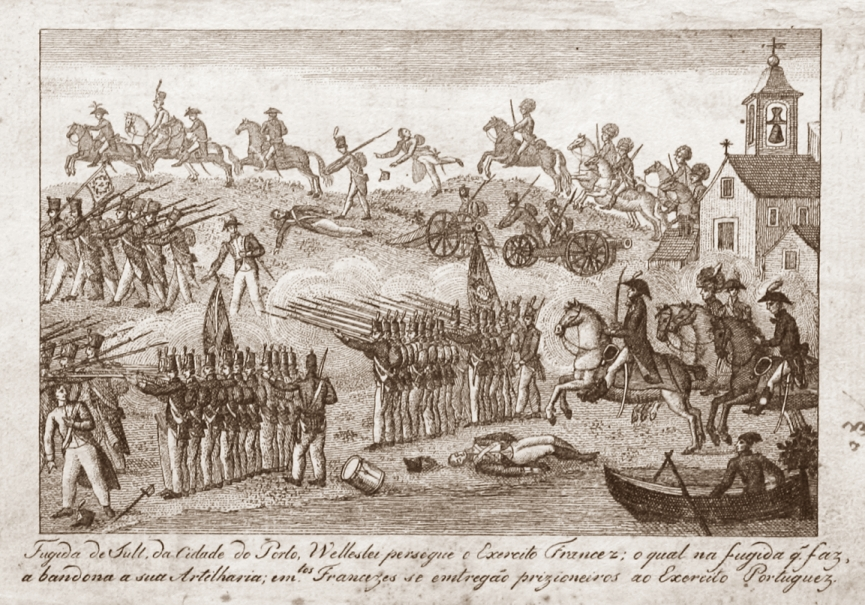
12 mai : retraite de Soult de la ville de Porto.

- 3 mai : victoire française à la Ebersberg en Autriche[1].

- 6 mai : début du siège de Gérone[2].

- 7 mai : le shah de Perse Fath 'Ali Chah envoie Haji Mirza Abul Hasan Khan en ambassade au Royaume-Uni ; il atteint Plymouth en novembre (fin le 18 novembre 1810)[3].

- 7 - 8 mai : victoire franco-italienne à la bataille de la Piave contre l'Autriche[1].

- 12 mai : victoire de Wellesley sur Soult à la seconde bataille de Porto. Soult, chassé par les forces britannico-portugaises, est contraint de battre en retraite[4].

- 13 mai : Vienne est à nouveau occupée par les Français[1].

- 17 mai : au château de Schönbrunn, entre deux combats, Napoléon signe le rattachement des États pontificaux à l'Empire[5].

- 19 mai : Napoléon exhorte les Hongrois à recouvrer leur indépendance à partir de son quartier général de Schönbrunn[6].

- 20 - 22 mai : la grande Armée subit un grave échec à Aspern et Essling contre les Autrichiens en voulant passer le Danube mais l’archiduc Charles n’exploite pas son avantage[1].

## Naissances
- 3 mai : Laurent-Guillaume de Koninck (mort en 1887), paléontologue et chimiste belge.
- 11 mai : Emmanuel-Louis Gruner (mort en 1883), ingénieur français d’origine suisse.

## Décès
- 5 mai : Berek Joselewicz, militaire polonais (° 17 septembre 1764).
- 18 mai : Leopold Auenbrugger (né en 1722), médecin autrichien.
- 31 mai
  - Joseph Haydn, compositeur autrichien (° 31 mars 1732).
  - Jean Lannes, maréchal d'Empire d'origine française, Duc de Montebello (° 10 avril 1769).